# King Vidor
King Vidor (8. února 1894, Galveston, Texas, USA – 1. listopadu 1982, Paso Robles, Kalifornie, USA) byl americký filmový herec, kameraman, scenárista, producent, pedagog, režisér, celkem pětkrát nominovaný na cenu Americké filmové akademie Oscar. V roce 1979 obdržel Oscara za své celoživotní dílo.

## Život
Svoji filmovou dráhu zahájil uvaděč a promítač v kině, jako amatérský filmař začínal v roce 1913, kdy natočil svůj první film Hurikán v Galvestonu. Od roku 1915 působil v Hollywoodu nejen jako kameraman a režisér, ale i jako herec, kde točil především se svojí první ženou herečkou Florence Arto. Svůj první významný film natočil v roce 1925 pod názvem Přehlídka smrti. Nejvýznamnějším snímkem z němé éry se stal snímek Ecce homo! z roku 1928.
V roce 1929 úspěšně odstartoval svoji kariéru v éře zvukového filmu snímkem Hallelujah!, dalším významným snímkem se stal Our daily bread z roku 1934. Od 40. let se věnoval více komerčně laděné kinematografii než vážnému umění.
Z poválečné tvorby stojí za povšimnutí především adaptace Tolstého veledíla Vojna a mír z roku 1956 s Henry Fondou, Audrey Hepburnovou a Melem Ferrerem. Posledním významnějším snímkem se stal historický film Šalamoun a královna ze Sáby.
V závěru svého života působil jako filmový pedagog.